# Indicateur de concentration d'emploi
L’Institut national de la statistique et des études économiques (INSEE, en France) calcule l’indicateur de concentration d'emploi (indice de concentration de l'emploi" pour l'Observatoire des territoires) qui mesure le rapport entre le nombre d’emplois total d'un territoire sur le nombre de résidents qui en ont un. Cet indicateur permet ainsi d'informer sur l’attractivité du territoire. À titre d'exemple, quand l'indice (ou l'indicateur) est inférieur à 100, le nombre d’emplois sur un territoire est inférieur au nombre d'actifs résidents y ayant un emploi. Ce territoire remplit alors une fonction résidentielle. Quand l'indice est supérieur à 100, c'est-à-dire qu'il y a plus d'emplois dans un territoire que d'actifs qui y résident et qui y ont un emploi, ce territoire occupe une fonction de pôle d'emploi. 
Exemples :  
Selon l'Observatoire de territoires, le département d'Ille-et-Vilaine avait un indicateur de 101,9, donc 101,9 emplois pour 100 actifs occupés, en 2018. Le département de l'Aisne offrait cette année 87,2 emplois pour 100 actifs occupés (fonction résidentielle). La France dans son ensemble a un indice de 98,3. 